# باتريسيو كول
باتريسيو كول (بالإسبانية: Patricio Coll)‏ هو مخرج أرجنتيني، ولد في 1944.

## وصلات خارجية
- باتريسيو كول على موقع IMDb (الإنجليزية)
- باتريسيو كول على موقع أول موفي (الإنجليزية)
- باتريسيو كول على موقع كينوبويسك (الروسية)